# Swype
Swype – technika wprowadzania tekstu do urządzeń mobilnych wyposażonych w ekran dotykowy.
Metoda polega na przeciąganiu liter na ekranie dotykowym za pomocą stylusa lub palca.
Oprogramowanie następnie pokazuje wyraz na ekranie telefonu, do którego pasuje dana kombinacja liter, bądź jak jest to w słowniku T9, kilka możliwych słów do wyboru.
Pomysłodawcą tej techniki jest Cliff Kushler.